# Galeria Krakowska

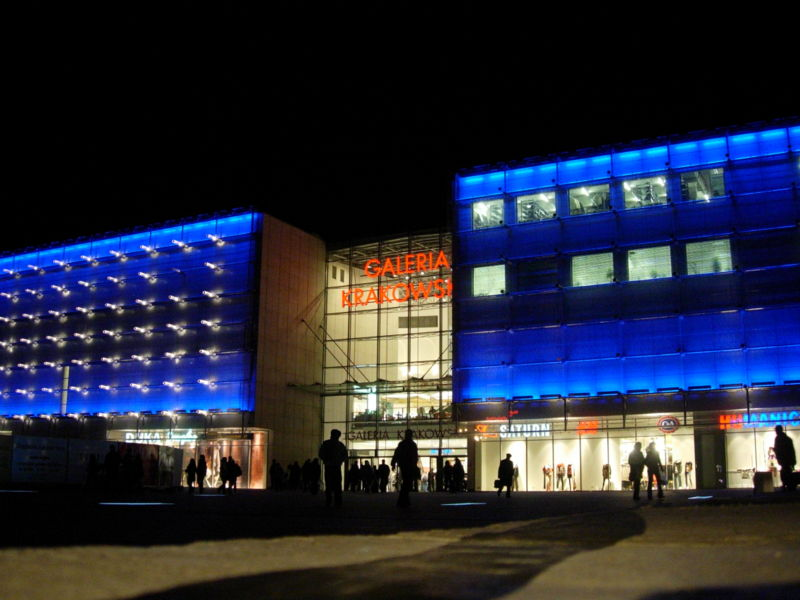
Trung tâm thương mại Galeria Krakowska (2006)

Galeria Krakowska là một trong những trung tâm thương mại nổi tiếng tọa lạc tại Phố Pawia, Kraków, Ba Lan.Trung tâm này được xây dựng vào ngày 12 tháng 10 năm 2004 và chính thức khánh thành vào ngày 28 tháng 9 năm 2006. Khoảng 53.000 người đã xuất hiện tại buổi lễ ngày khánh thành.
Trung tâm thương mại Galeria Krakowska có khoảng 270 cửa hàng, bao gồm các siêu thị lớn như Carrefour, Media Markt (chuyên bán điện tử tiêu dùng hoặc thiết bị gia dụng), Empik; 11 cửa hàng dịch vụ; 22 nhà hàng và các quán cà phê. Ngoài ra, Trung tâm còn có diện tích sàn bán lẻ hơn 50.000 mét vuông, diện tích văn phòng khoảng 5.000 mét vuông và bãi đậu xe cho 1.400 ô tô (miễn phí trong giờ đầu tiên).
Trung tâm là một phần trong dự án đổi mới đô thị có tên ''Nowe Miasto''. Thay vì xây dựng trung tâm mua sắm ở nông thôn, nhà phát triển dự án người Đức, ECE đã dựng nên Galeria Krakowska tại khu thành phố sầm uất.
Galeria Krakowska tạo ra một chuẩn mực kiến trúc mới dành cho các trung tâm mua sắm ở Ba Lan, và sự đổi mới này đã nhận được Giải thưởng ICSC European Shopping Center Award (2008) ở hạng mục "Đổi mới quy mô lớn".